# Neuer Bühnen-Roland

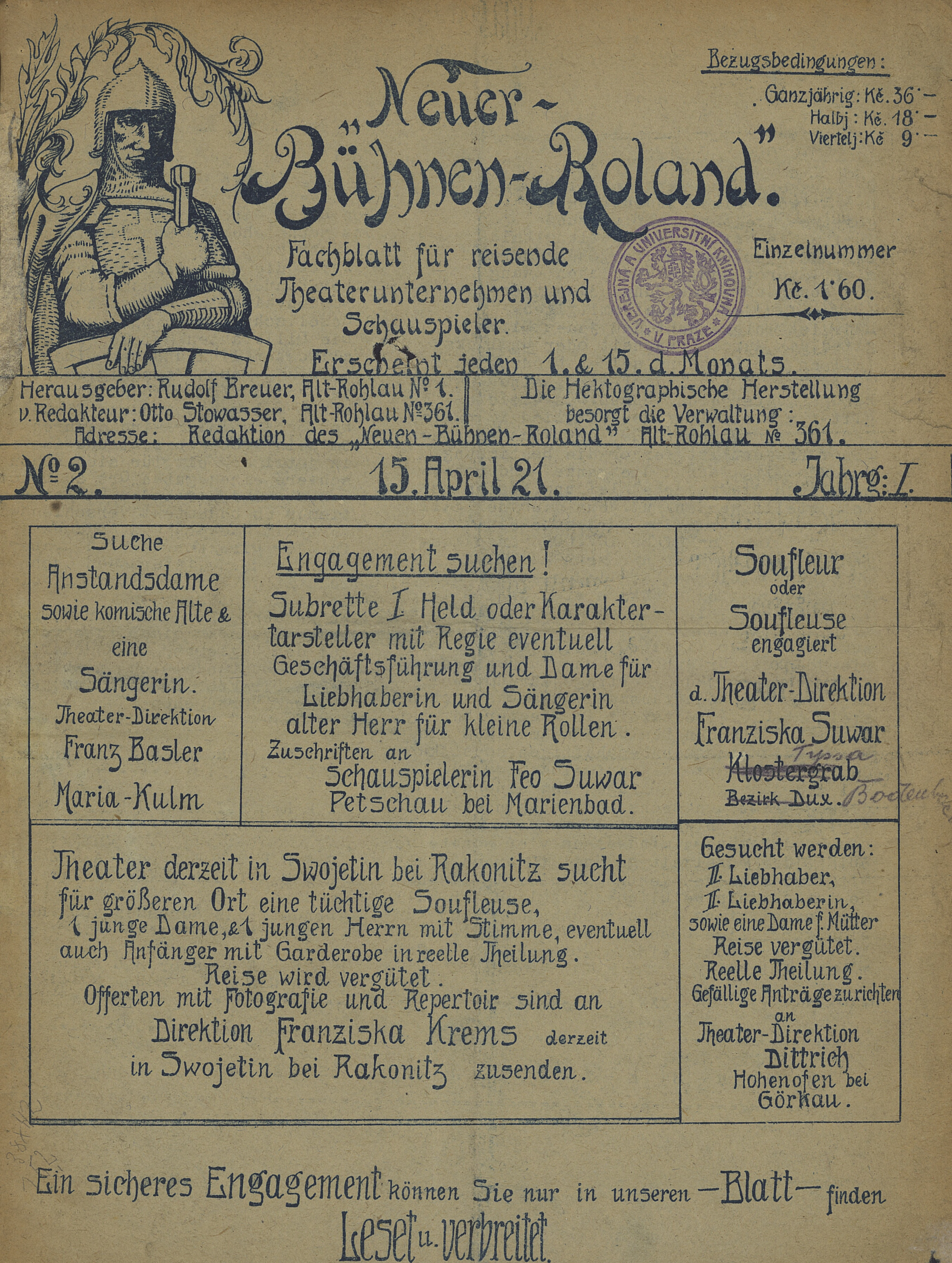
Původní grafické řešení obálky, zde číslo 2/1921 z 15. dubna 1921.

Neuer Bühnen-Roland, Fachblatt für reisende Theater-Unternehmen und Schauspieler, byl zájmový časopis německých kočovných divadelních společností na území Československa. Vycházel v letech 1921–1936, nejprve ve Staré Roli (dnes součást Karlových Varů), později v Litoměřicích. Vydavatelem byl Rudolf Breuer, Stará Role 1 (později se přestěhoval do Litoměřic), tajemník Spolku německých kočovných divadelních společností a herců v Československu (Verband deutscher reisender Theater-Unternehmen und Schauspieler der Tschechoslowakei). Předcházel mu časopis s názvem Theater-Anzeiger, jehož výtisky se v dostupných zdrojích nedochovaly. V létě 1938 v Litoměřicích vyšla ještě čtyři čísla nástupnického časopisu s názvem Die sudetendeutsche Bühne (Neuer Bühnen Roland); jeho další osudy, zejména po Mnichovu nejsou známé.
Časopis obsahoval spolkové zprávy, informace o činnosti jednotlivých divadelních společností, částečně i obecnější informace o dobovém dění v divadelním světě a oborovou inzerci divadelních společností i jednotlivců.

## Název časopisu
Název byl zřejmě vytvořen s využitím slovní hříčky a zvukové podoby mezi názvem sídla spolku Alt-Rohlau (Stará Role) a souslovím Neuer Roland, odkazujícím na legendární postavu rytíře Rolanda.

## Historie časopisu

### 1. ročník (1921–1922)
První číslo vyšlo 1. 4. 1921 jako hektografická rozmnoženina ručně psané předlohy o čtyřech stranách ve formátu přibližně A4 (237 x 309 mm). Časopis zpočátku vycházel jako čtrnáctideník bez uvedení zastřešujícího Spolku, ten v té době teprve vznikal. Hektografické rozmnožování vydavatel používal až do čísla 12. Od čísla 13 (1. 10. 1921) tiskla časopis ve formátu 220 x 315 mm tiskárna Buch- und Kunstdruckerei v Hoře sv. Kateřiny. Od čísla 18 (15. 12. 1921) obsahovala hlavička časopisu druhý podtitul: Organ des Verbandes deutscher reisender Theater-Unternehmen in der Tschechoslowakei. Od čísla 19 (1. 1. 1922) přibylo v názvu spolku sousloví „und Schauspieler“. Ročník obsahoval celkem 24 čísel a skončil v dubnu 1922.

### 2.–3. ročník (1922–1923)
Jako druhý ročník byla označována čísla od dubna 1922. Od čísla 3 (1. 5. 1922) časopis tiskla tiskárna Buch- und Kunstdruckerei Franz Träger v Nejdku. Od čísla 3 třetího ročníku (1. 2. 1923) vycházel časopis třikrát měsíčně. Od čísla 6 (1. 3. 1923) se tisk vrátil do původní tiskárny v Hoře sv. Kateřiny. Druhý ročník obsahoval 18 a třetí ročník 35 čísel.

### 4.–6. ročník (1924–1926)
Od čísla 32 (10. 11. 1924) časopis tiskl Wenzel Nowak v Karlových Varech – Rybářích. Od čísla 20 šestého ročníku (10. 7. 1926) se podtitul změnil na Fachblatt für Provinz-Theater-Unternehmen und Schauspieler. Čtvrtý ročník obsahoval 36, pátý 34 a šestý ročník 36 čísel.

### 7.–8. ročník (1927–1928)
Od čísla 8 (15. 3. 1927) časopis vycházel opět pouze jako čtrnáctideník. Sedmý ročník obsahoval 26, osmý 20 čísel. Po čísle 20 osmého ročníku (25. 11. 1928) bylo vydávání přerušeno, zřejmě z finančních důvodů.

### 9. ročník (1929)

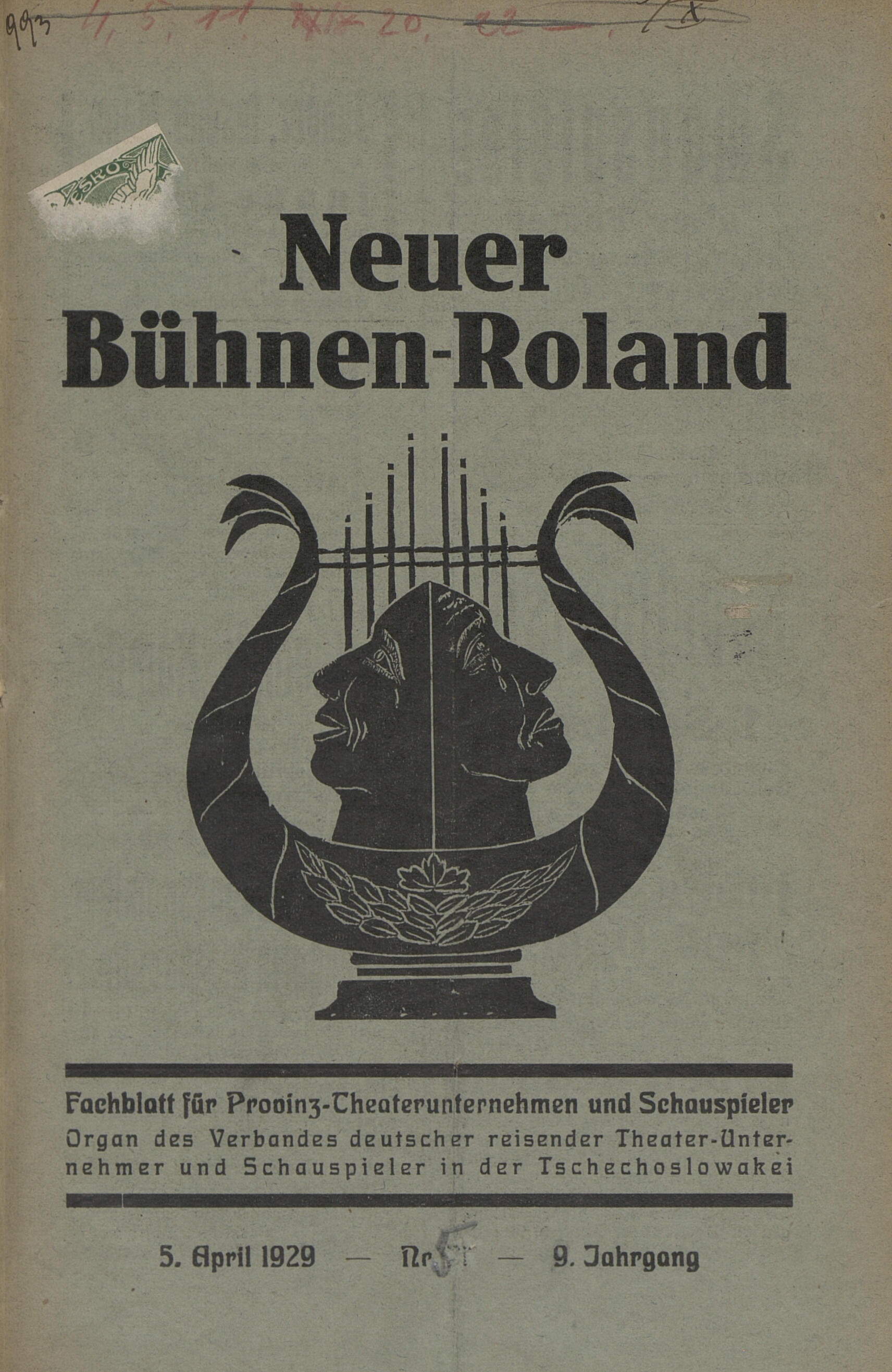
Nový vzhled obálky od čísla 5/1929 z 5. dubna 1929.
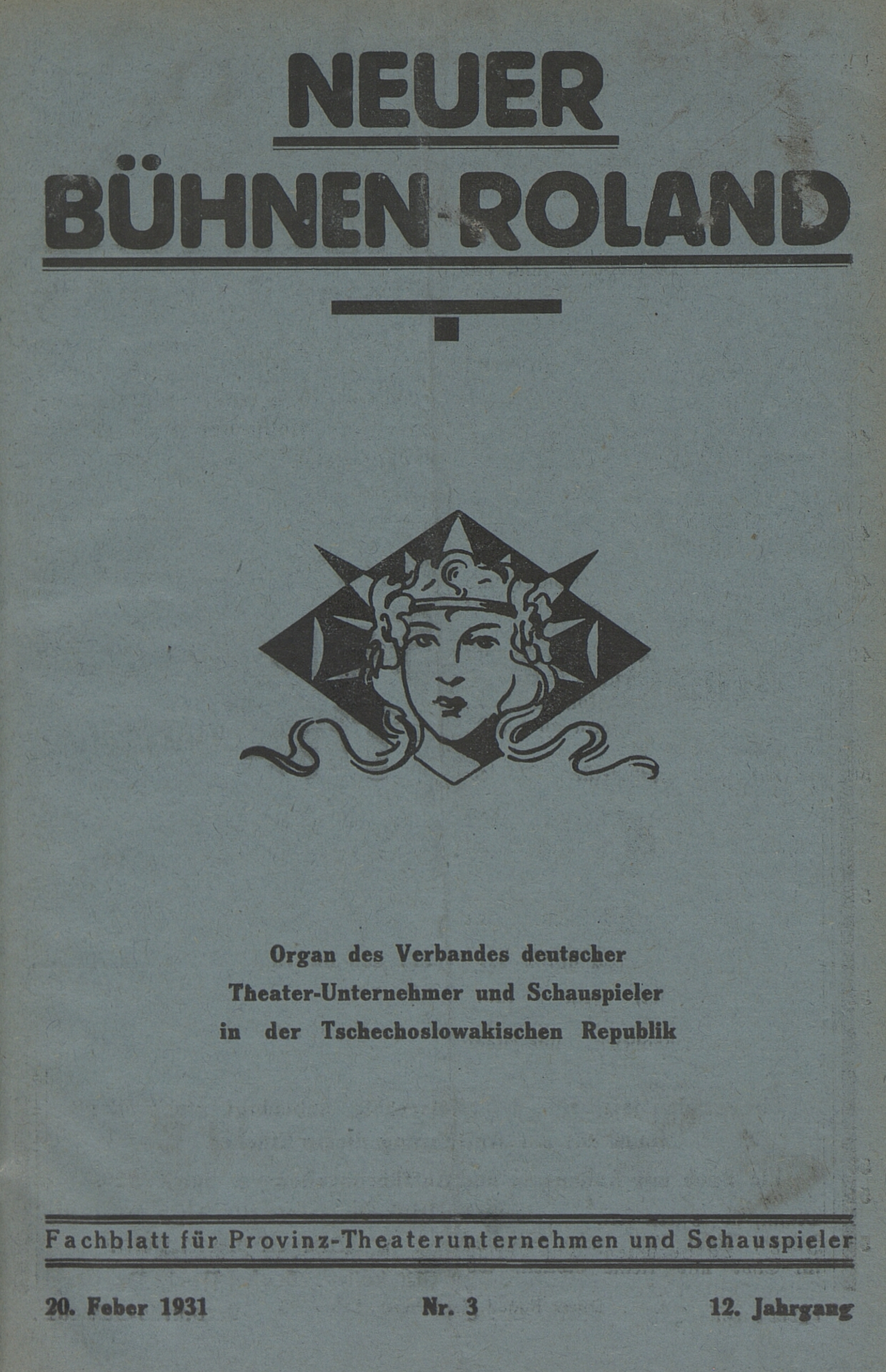
Další podoba obálky od čísla 3/1931 z 20. února 1931.
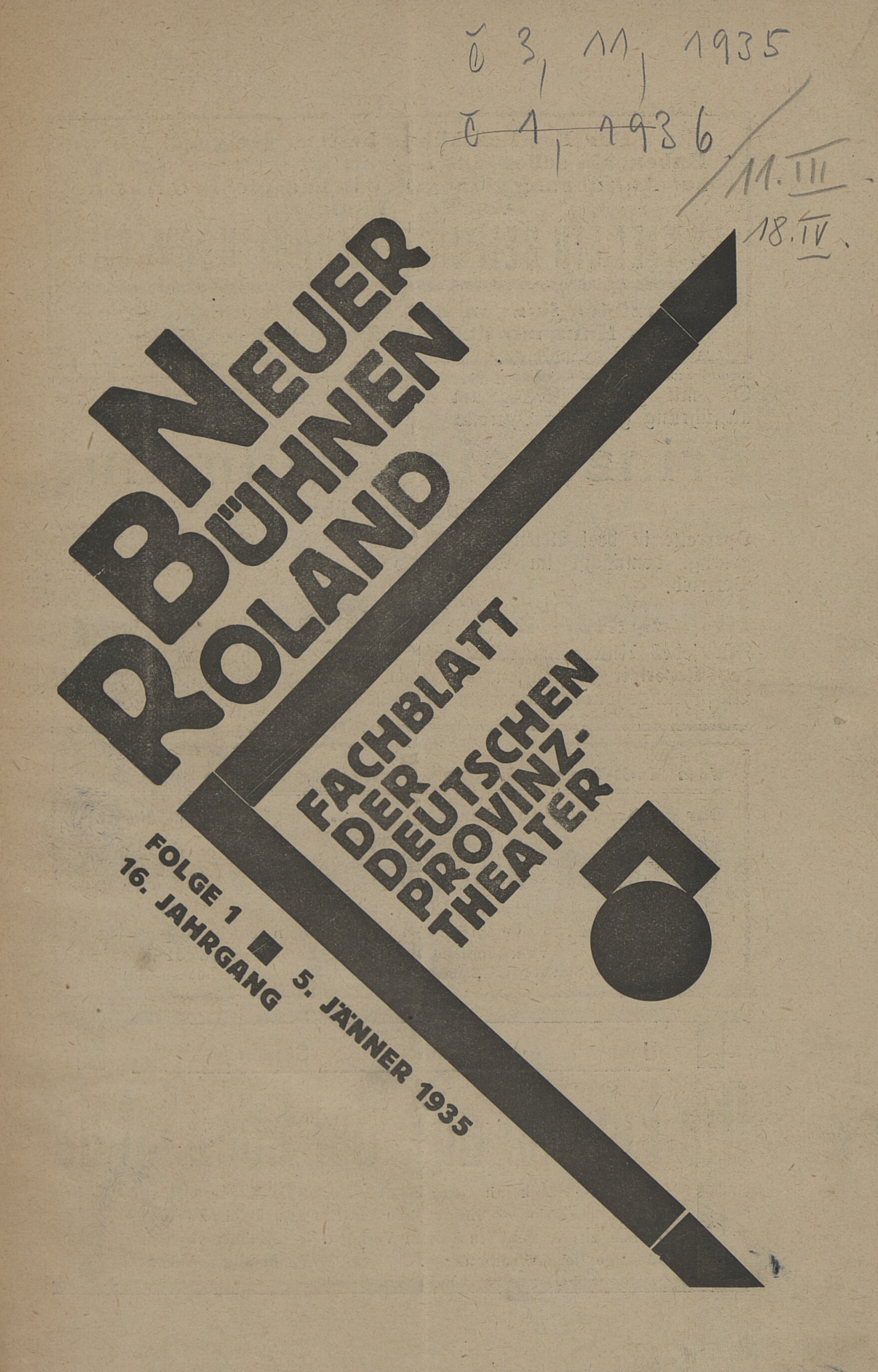
Poslední podoba obálky od čísla 6/1934, zde číslo 1/1935 z 5. ledna 1935.

Číslo 1 vyšlo až 1. 2. 1929 jako cyklostylovaná rozmnoženina o čtyřech stranách polovičního formátu (152 x 230 mm). Podtituly nebyly v hlavičce uváděny. Od čísla 5 (5. 4. 1929) byl časopis tištěn opět v tiskárně Wenzel Nowak a měl osm stránek stejného formátu. Od čísla 13 (5. 8. 1929) byl časopis tištěn firmou Hermann Otto & Co. v Hoře sv. Kateřiny. Devátý ročník obsahoval 17 čísel.

### 10. ročník (1930)
Od čísla 19 (5. 10. 1930) se označení v hlavičce změnilo na 11. ročník, zřejmě kvůli dodatečnému zahrnutí čísel vydaných pod původním názvem Theater-Anzeiger. Ročník 1930 obsahoval 22 čísel.

### 12. ročník (1931)
Od čísla 3 (7. 2. 1931, v hlavičce označeno jako č. 2) časopis tiskl Rudolf Hegenbarth v Litoměřicích. Ročník obsahoval 24 čísel.

### 13. ročník (1932)
Od čísla 16 (5. 9. 1932) nebyl v hlavičce uváděn podtitul ani název spolku. Ročník obsahoval 24 čísel.

### 14. ročník (1933)
Od čísla 8 (12. 5. 1933) byly v hlavičce uváděny jako místo vydání Litoměřice. Tisk převzala tiskárna Verlagsbuchdruckerei „Union“ v Litoměřicích. Ročník obsahoval 22 čísel.

### 15. ročník (1934)
Od čísla 6 (20. 3. 1934) dostal časopis novou obálku, rozsah osm stran a podtitul se změnil na Fachblatt der deutschen Provinz-Theater. Ročník obsahoval 22 čísel.

### 16. ročník (1935)
Čísla 1 a 2–3 vyšla ve stávající podobě. Čísla 4–16 byla vydána jako cyklostylovaná rozmnoženina o dvou stranách formátu přibližně A4 (238 x 310 mm). Od dvojčísla 10–11 (25. 7. 1935) se podtitul změnil na Erste in der Čechsl. erschienende Theaterzeitung der Provinz Theater und des Verbandes der deutsch. reisenden Theater Unternehmer und Schauspieler. Ročník obsahoval 14 čísel a dvojčísel.

### 17. ročník (1936)
Až do dvojčísla 9–10 vycházel stále jako rozmnoženina. Dále se zachovala čísla 13–16 (5. 10. – 5. 12. 1936) tištěná ve Verlagsbuchdruckerei „Union“ v Litoměřicích ve formě dvoulistu o rozměrech 158 x 240 mm. Podtituly: Erste in der Tschechosl. erscheinende Theaterzeitung a Organ des Verbandes deutscher reisender Theater-Unternehmen und Schauspieler der Tschechoslowakei. Z ročníku se dochovalo těchto 14 čísel. Podle odpovědi tiskárny Národní a univerzitní knihovně na dotaz k povinným výtiskům nebyla žádná jiná čísla vydána.

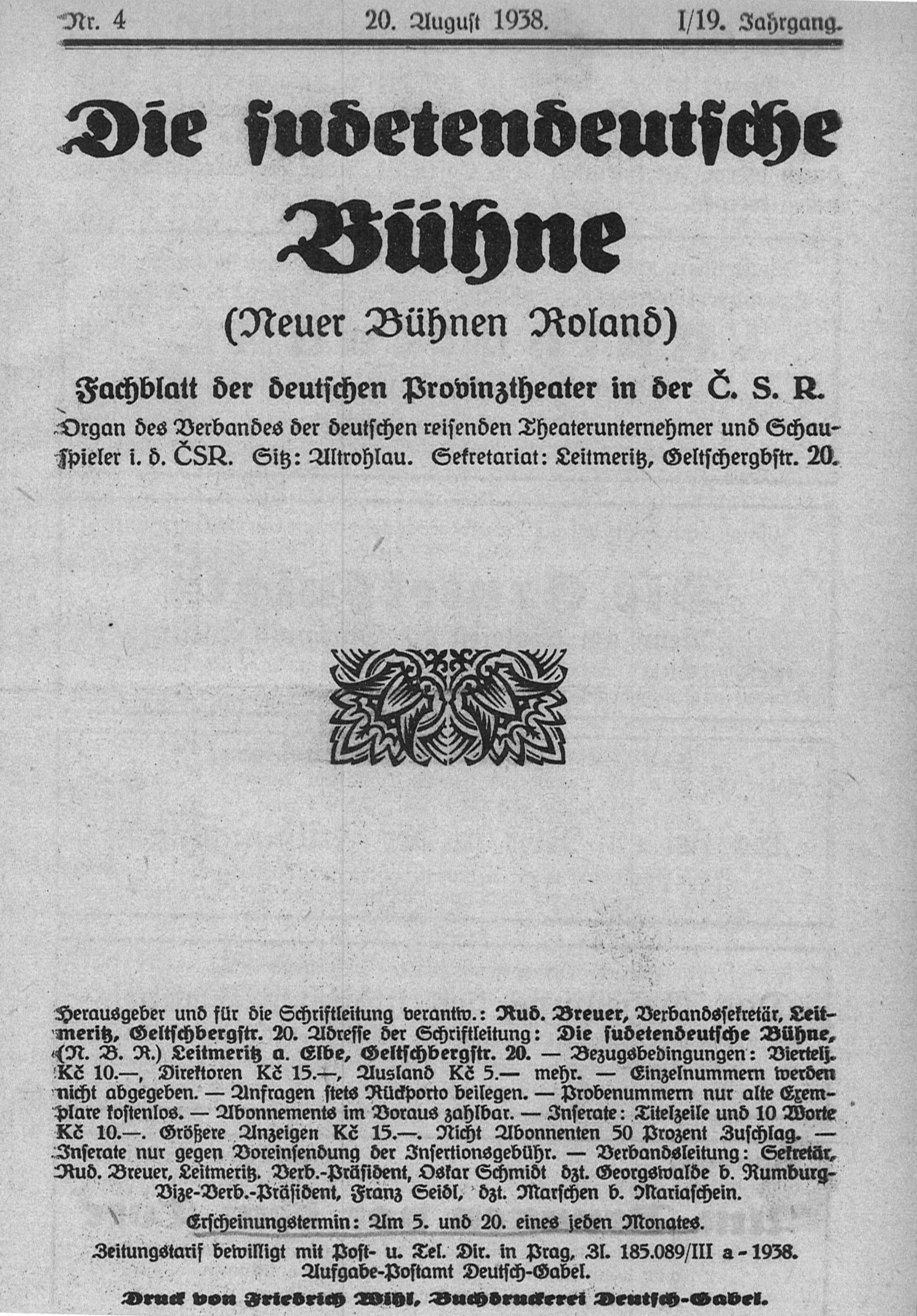
Obálka nástupnického časopisu Die sudetendeutsche Bühne, zde poslední známé číslo 4/1938 z 20. srpna 1938.

### Nástupnický časopis: I./19. ročník (1938)
Mezi 5. červencem (č. 1) a 20. srpnem (č. 4) 1938 vydal Rudolf Breuer v Litoměřicích ještě čtyři čísla nástupnického časopisu s názvem Die sudetendeutsche Bühne (Neuer Bühnen Roland) a s podtituly Fachblatt der deutschen Provinztheater in der Č. S. R a Organ des Verbandes der deutschen reisenden Theaterunternehmer und Schauspieler i. d. ČSR. Časopis tiskla firma Friedrich Wihl Buchdruckerei v Jablonném v Podještědí a jednotlivá čísla měla osm stránek formátu 150 x 224 mm.

## Výtisky časopisu
Patrně jediný zachovaný komplet výtisků (v uvedeném rozsahu) je uložen v Univerzálním knihovním fondu Národní knihovny ČR pod signaturou 52 E 122. Zcela zapomenutý časopis byl uveden v seznamu literatury ke knize německé publicistky Lillian Schacherl Der Komödianten-Karren kommt. V Divadelním ústavu v Praze je uložena rešerše všech čísel, kterou sestavil roku 2008 Pavel Doležal. V první polovině roku 2019 proběhla v Národní knihovně ČR záchranná fixace originálních výtisků a digitalizace celého kompletu.
Výtisky nástupnického časopisu jsou uloženy v Národním konzervačním fondu Národní knihovny v Praze pod signaturou II 15032.